# Норманд Бејкер
Норманд Бејкер (енгл. Normand Henry Baker; 1908 — 1955) био је аустралијски уметник и сликар који је освојио аустралијску чувену награду Арчибалд године 1937. са својим аутопортретом. Рођен је у Сиднеју 9. јулa 1908. Осваја Арчибалдову награду са својих 29, чинећи га најмлађим добитником икад те награде. Сликао је портрете, већина су били и аутопортрети, као и сцене циркуса и продавница.
Умире веома млад са 47 година.